# Laurier LaPierre
Laurier L. LaPierre (21 de noviembre de 1929-16 de diciembre de 2012) fue un político, profesor, locutor, periodista y escritor canadiense, miembro del Partido Liberal de Canadá.
LaPierre fue sobre todo conocido por presentar junto a Patrick Watson el show de la CBC This Hour Has Seven Days en los años 1960. Tras la muy publicitada cancelación del programa, LaPierre se dedicó a la política como candidato estrella del Nuevo Partido Democrático en las elecciones federales de 1968. El partido esperaba que él consiguiera la sorpresa electoral en Quebec, pero finalmente quedó segundo con un 19.5% de los votos.
Entonces volvió a la enseñanza, trabajando como locutor y escritor hasta su nombramiento para formar parte del Senado en junio de 2001. Como miembro del caucus Liberal, LaPierre apoyó a Jean Chrétien, que luchaba contra el candidato Paul Martin.

## Biografía
Nacido en Lac-Mégantic, Quebec (Canadá), su familia se mudó a Sherbrooke, Quebec, donde completó la high school antes de ingresar como novicio en los Padres paulistas en Baltimore, Maryland. Pasados cuatro años fue al St. Michael's College, en la Universidad de Toronto. Recibió el título de Bachelor of Arts en 1955 en dicho centro, el Master of Arts en 1957, y el Ph.D. en Historia en 1962, también por la Universidad de Toronto.
Enseñó historia en el actual King's College de la Universidad de Western Ontario en 1959–61, en el Loyola College de Montreal (actualmente parte de la Universidad Concordia) en 1961–63, y en la Universidad McGill en 1963–78. En 1978 se mudó a Vancouver para trabajar en la televisión, aunque también enseñó brevemente en la Universidad Simon Fraser. 
En 1960 se casó con Paula (Jo) Armstrong, con la que tuvo dos hijos: Dominic en 1962 y Thomas en 1965. La pareja se divorció en 1982. LaPierre tuvo cinco nietos: Paige, Alex, Georgia, Toby y Owen LaPierre. 
LaPierre fue a vivir a Ottawa en 1990, continuando con su trabajo como escritor y como locutor, viviendo allí hasta su muerte junto a su compañero Harvey Slack.
Escribió varias historias populares, entre ellas Quebec: A Tale of Love, Sir Wilfrid Laurier and the Romance of Canada, 1759: The Battle for Canada, Québec hier et aujourd'hui y The Apprenticeship of Canada, 1876–1914. También redactó artículos para el National Post, International Review, Canadian Forum y la Enciclopedia Británica. Fue activista de Egale Canada, un grupo a favor de los derechos de gays y lesbianas, tras haber confirmado su homosexualidad a finales de los años 1980. Fue el primer senador de Canadá declarado abiertamente como gay.
Fue nombrado Oficial de la Orden de Canadá en 1994, concediçéndole el galardón por "sus valiosos análisis políticos y por ser un respetado campeón de la justicia social". Laurier LaPierre falleció el 16 de diciembre de 2012 en Ottawa, Ontario. Tenía 83 años de edad. Sus restos fueron incinerados, y las cenizas esparcidas en el mar en la costa de Columbia Británica, siguiendo sus deseos. Harvey Slack financió la construcción de un gran memorial de LaPierre en el pequeño cementerio MacLaren cercano a Wakefield, Quebec.